# Tù trưởng Seattle
Tù trưởng Seattle (một cách Anh hóa của Si'ahl, phát âm tiếng Lushootseed: [siʔa ː ɬ, ban đầu [siʔa ː tɬ]) hay Xi-át-tơn (khoảng 1786 - 7 tháng 6 năm 1866) là một tù trưởng bộ tộc Duwamish sinh sống tại vùng Tây Bắc Hoa Kỳ, khi vùng đất thuộc tiểu bang Washington ngày nay còn là vùng đất của người da đỏ. Khi người di dân da trắng tiến vào vùng này, xung đột giữa hai sắc dân xảy ra, và cuối cùng thì Tù trưởng Seattle đã thuyết phục được dân da đỏ bán cho người da trắng vùng đất này, và chịu sinh sống trong những khu vực tập trung của người da đỏ. Sau khi ký hiệp định, truyền thuyết cho rằng Tù trưởng Seattle đã ứng khẩu đọc bài diễn văn này, nhưng không có một tài liệu nào ghi chép lại, vì những điều ông nói được dịch lại qua tiếng Anh qua ba thổ ngữ của người da đỏ. Đến năm 1887, bài diễn văn này được bác sĩ Henry A. Smith cho đăng tải trên tờ Seattle Sunday Star của Seattle, ngày 29 tháng 10, nhưng cũng không có tài liệu nào chứng thật được đó chính là những lời của Seattle. Do đó, ngày nay, gốc tích của bài diễn văn này vẫn còn được giới nghiên cứu tồn nghi. Thành phố Seattle, tiểu bang Washington của Mỹ, được đặt theo tên ông. Ông còn là tác giả của bức thư gửi cho tổng thống Hoa Kỳ thứ 14 Franklin Pierce về việc chuyển nhượng đất của người da đỏ, được đưa vào giảng dạy trong chương trình Ngữ văn 6 học kỳ II (sách cũ) và Ngữ Văn 8 học kỳ II (sách mới).